# Lethrus kattaghanicus
Lethrus kattaghanicus là một loài bọ cánh cứng trong họ Geotrupidae. Loài này được Nikolajev miêu tả khoa học năm 1976.